# Димотики
Димотики (на гръцки: δημοτική) се нарича последната, съвременна фаза от развитието на гръцкия език. Терминът се използва от 1818 г. и се отнася конкретно за формата на езика, която еволюира естествено от старогръцкия за разлика от катаревуса, който е официален стандарт до 1976 г. Двете се допълват едно друго, образувайки типична диглосия, до разрешаването на гръцкия езиков въпрос в полза на димотики.